# InStyle
InStyle este o revistă „glossy” lunară pentru femei din Statele Unite lansată în iunie 1994 deținută de Dotdash Meredith care este o marcă media larg recunoscută de prezentare a stilului, modei, frumuseții, celebrităților.
În anul 2008, In Style a ajuns la 13 ediții internaționale publicate.
Revista a fost lansată și în Romania în aprilie 2008, fiind publicată de grupul Attica Media
și având un număr de 16.728 de copii vândute pe ediție în trimestrul al treilea din 2009.